# رافين سوندرز
رافين سوندرز (مواليد 15 مايو 1996) هي لاعبة دفع الثقل ورمي القرص أمريكية، فازت بالميدالية الفضية في منافسات دفع الثقل في أولمبياد 2020.